# Departamento Famaillá
Das Departamento Famaillá liegt im Zentrum der Provínz Tucumán im Nordwesten Argentiniens und ist eine von 17 Verwaltungseinheiten (Departamentos) der Provinz. Es grenzt im Norden an das Departamento Lules, im Osten an das Departamento Leales, im Süden an das Departamento Monteros und im Westen an das Departamento Tafí del Valle. Die Hauptstadt und urbanes Zentrum des Departamento ist die gleichnamige Stadt Famaillá.
Koordinaten: 27° 0′ S, 65° 24′ W